# Heritage (Opeth)
Heritage is het tiende studioalbum van de Zweedse metalband Opeth.
Na Damnation is Heritage het tweede album waarop geen deathgrunts meer te horen zijn, maar alleen cleane zang. Het album is zeer progressief en kent meer jazz-invloeden dan eerdere albums. Åkerfeldt gaf zelf deze richting aan; hij wilde muziek in deze stijl maken, de metalsound wilde hij achter zich laten. De andere leden hadden het er maar moeilijk mee, maar gingen wel mee in deze nieuwe stijl. Alleen Wiberg haakte af, hetgeen gesymboliseerd wordt in de hoes. De andere leden hangen als appels aan de boom, terwijl Wibergs appel valt.

## Musici
- Mikael Åkerfeldt - gitaar, mellotron, piano, zang
- Fredrik Åkesson - gitaar
- Per Wiberg - piano, mellotron, hammondorgel
- Martín Mendez - basgitaar, contrabas
- Martin Axenrot – drums, percussie

met gastmuzikanten
- Alex Acuña – percussie (op "Famine")
- Björn J:son Lindh – fluit (op "Famine")
- Joakim Svalberg – piano (op "Heritage")
- Charlie Dodd – geluidseffecten

## Muziek
| Nr. | Titel                               | Duur |
| --- | ----------------------------------- | ---- |
| 1.  | Heritage (instrumentaal)            | 2:05 |
| 2.  | The Devil's Orchard                 | 6:40 |
| 3.  | I Feel the Dark                     | 6:40 |
| 4.  | Slither                             | 4:03 |
| 5.  | Nepenthe                            | 5:40 |
| 6.  | Häxprocess                          | 6:57 |
| 7.  | Famine                              | 8:32 |
| 8.  | Lines in My Hand                    | 3:49 |
| 9.  | Folklore                            | 8:19 |
| 10. | Marrow of the Earth (instrumentaal) | 4:19 |
| 11. | Pyre (bonustrack)                   | 5:32 |
| 12. | Face in the Snow (bonustrack)       | 4:04 |